# Hrazdan (reka)
Reka Hrazdan (armensko: Հրազդան գետ, Hrazdan dobi) je druga največja v Armeniji. Izvira na severozahodni točki Sevanskega jezera in teče proti jugu skozi provinco Kotajk in armensko prestolnico Erevan . Na Araratski planoti se pridruži reki Aras ob meji s Turčijo. Na reki je zgrajena vrsta hidroelektrarn. Njene vode se uporabljajo za namakanje polj.

## Ime
Reka se je v obdobju Urartu imenovala Ildaruni . V turščini je znana kot Zangu', Zanga, Zangi  ali Zengy (turško: Zengi, azerbajdžansko Zəngi).

## Geografija
Sevansko jezero (v katerega se steka 30 rek), največje v osrednjem delu države in reka Hrazdan, ki izvira iz njega, skupaj tvorita »območje upravljanja Sevan-Hrazdan«, ki je eno od petih pod-bazenov od 14 porečja Kure in Aras v Armeniji. Reka izvira iz jezera na nadmorski višini 1900 metrov. Iz jezera teče v južni smeri, gre skozi globoko sotesko, ko vstopi na zahodni strani mesta Erevan, nato pa se izteče v reko Aras na južni strani mesta . Geološke formacije vzdolž rečnega toka so sestavljene iz tokov lave (ki obstajajo kot bazalti), ustvarjenih iz treh vulkanov gorovja Gegham. Površina lave predstavlja okolje v obliki »jezer, rečnih kanalov in poplavnih ravnic«. Kronologija krajine zgornjega sloja bazaltov kaže starost 200.000 let.
Reka odmaka skupno porečje 2566 kvadratnih kilometrov. Količina znaša 1572 milijonov kubičnih metrov iz letnih padavin 257 milimetrov, z največ 43 milimetri v maju in najmanj 8 milimetrov v avgustu. Povprečna temperatura v porečju se giblje od –3 ° C v januarju do 26 ° C julija z dnevnimi spremembami z najnižjo nočno temperaturo −15 ° C v januarja in najvišjo dnevno temperaturo 44 ° C v juliju . Skupni pretok v reki je 733 milijonov kubičnih metrov. Reguliran iztok v reko, ki tvori Araratsko planoto, se uporablja za namakanje in koristi za hidroenergijo. 

## Živalstvo
Favna reke vključuje 33 vrst Chironomidae (trzače) in 23 vrst Simuliidae (črnih mušic). Chironomidae spadajo v pet poddružin Tanypodinae, Diamesinae, Prodiamesinae, Orthocladiinae in Chironominae . V reki je bilo zabeleženih 25 vrst nevretenčarjev, ki vključujejo dve vrsti rotiferjev (kotačniki), 13 vrst cladocerans (vodne bolhe) in 10 vrst copepods (ceponožci).
Ker ribje vrste v jezeru sestavljajo sevanska postrv (salmo ischchan), siga, križ, krap, potočni raki,  Salmo ischchan danilewskii, Salmo ischchan ischchan in Salmo ischchan aestivalis, ima reka obilico vrst rakov, pa tudi koresljev.

## Razvoj
Jezerske vode se uporabljajo za namakanje od 19. stoletja, od začetka 20. stoletja pa se izvaja tudi razvoj hidroelektrarn. Jezerskih vod naj bi se preko reke uporabljalo za namakanje 100.000 hektarjev na Araratski planoti, od katerih je bilo namakanje urejeno na 80.000 hektarjev. Razvoj hidroelektrarn je bil načrtovan na reki kot sistem Sevan–Hrazdan kaskade, ki vključuje sedem sistemov na 70 km odseku reke s skupno instalirano zmogljivostjo 560 MW s povprečno letno proizvodnjo energije približno 500 milijonov kilovatnih ur; je največja shema za proizvodnjo hidroenergije v Armeniji. Ta shema je bila izvedena med letoma 1930 in 1962. Gre za manjše in srednje velike projekte, zgrajene kot rečne elektrarne. Teh sedem elektrarn je: Sevan HEP z instalirano močjo 34,2 MW z dvema enotama, dokončanima leta 1949, Hrazdanov HEP z 81,6 MW z dvema enotama, ki sta bili zagnani leta 1959, hidroelektrarna Argel z nameščeno močjo 224 MW, dokončana leta 1953, HNP Arzni z močjo 70,6 MW z vgradnjo treh enot, ki so bile dane v obratovanje leta 1956, Kanaker HEP z instalirano močjo 100 MW s 6 enotami, dokončanimi leta 1936, HEP Erevan-1 je začel delovati leta 1962 z vgradnjo 44 MW z 2 enotama in Erevan-3 z močjo 5 MW z eno enoto, ki je bila dana v obratovanje leta 1960. Vendar je prednostna naloga izpuščanja vode iz jezera za namakanje in v skladu s tem elektrarne. 
Gradbena dela so vključevala gradnjo preusmeritvenih del, odprtih kanalov ali predorov in elektrarne, ki so skozi leta potrebovali temeljito sanacijo, saj so bila vse zgrajene sredi 20. stoletja. Leta 2003 je mednarodna energetska korporacija Closed Joint Stock Company, prevzela projekte od Komisije za upravljanje javnih služb države pod licenco št. 0108 za proizvodnjo električne energije. Že od nakupa so začeli sanirati projekte za kar največjo možno proizvodnjo električne energije Dela so bila zaključena leta 2004 . Dela so bila izvedena s posojilom Azijske razvojne banke v višini 25 milijonov ameriških dolarjev .

## Onesnaženje
Rečna voda je onesnažena z odtoki iz kmetijskega, industrijskega in stanovanjskega in drugega razvoja, predvsem pa iz neobdelanih odpadnih voda iz Erevana. To vpliva na kakovost vode v reki, pri čemer raven raztopljenega kisika (DO) (manj kot 5% ravni nasičenega raztopljenega kisika) ostaja precej nižja od dovoljenih mej. Študija, opravljena leta 2008 kaže, da 16-kilometrski odsek reke, od drugega km gorvodno od izliva odpadne vode v Erevanu do 14 km dolvodno, ni dovolj zračena, da bi zagotovila zdravo okolje za vodno življenje. 